# Hirschberg und Altmühlleiten
Hirschberg und Altmühlleiten  war ein 375 ha großes Naturschutzgebiet im niederbayerischen Landkreises Kelheim. Es wurde im Jahr 1995 unter Naturschutz gestellt. Im Oktober 2022 wurde es mit dem 559 ha großen Naturschutzgebiet Weltenburger Enge zum Naturschutzgebiet Weltenburger Enge, Hirschberg und Altmühlleiten vereinigt und dadurch aufgelöst.

## Lage
Das Gebiet liegt westlich der Kernstadt Kelheim. Südöstlich fließt die Donau, unweit nördlich verläuft der Ludwig-Donau-Main-Kanal. Durch das Gebiet hindurch verläuft die KEH 15, westlich verläuft die KEH 5.

## Naturwald
Das Gebiet Hirschberg und Altmühlleiten hat Anteil am Naturwald Buchenwälder in der südlichen Frankenalb, der mit einer Fläche von über 1000 Hektar zu den größten Waldschutzgebieten Bayerns gehört.